# Niemandsland: Russische kernwapens op de zwarte markt
Niemandsland: Russische kernwapens op de zwarte markt is een spionageroman uit 1992 van de Zweedse auteur Jan Guillou en het 7e deel in de reeks Coq Rouge met in de hoofdrol de fictieve geheim agent Carl Hamilton.
De Zweedse veiligheidsdienst hoort van een contact binnen de Amerikaans inlichtingendienst dat er plannen zijn om nucleaire wapens te smokkelen uit de Sovjet-Unie.
De Finnen zijn van de smokkel op de hoogte maar treffen vrijwel geen maatregelen. Daarom worden Carl Hamilton en de Zweedse strijdkrachten ingeschakeld om het probleem te ondervangen. De smokkel verloopt van Siberië via Finland naar Zweden voordat de bom aan boord van een schip verdwijnt.
De Zweden plannen en oefenen een operatie voordat ze naar de Sovjet-Unie vliegen en boven het grondgebied van de Sovjet-Unie per parachute worden gedropt en met sneeuwscooters verder zullen reizen.
In overleg met alle betrokken partijen wordt besloten dat het probleem slechts op één manier kan worden opgelost: geen van de bij de smokkel van kernwapens betrokken smokkelaars mag overleven en moeten allen worden gedood en no loose ends.
De operatie wordt uitgevoerd met Carl Hamilton en Åke Stålhanske (die dezelfde opleiding als Carl heeft genoten) en een speciaal opgeleid team van parachutisten. Ze lokaliseren de smokkelaars en kernbommen met behulp van radiozenders. Alle smokkelaars, op een na, worden geëxecuteerd. Een van de smokkelaars weet te ontsnappen dankzij mededogen van Åke Stålhanske.

## Film
De roman werd in 1998, samen met De uiteindelijke overwinning door Harald Zwart verfilmd als Commander Hamilton met in de hoofdrol Peter Stormare.